# STS-45
STS-45は、アトランティスを用いて行われた1992年の宇宙飛行ミッションである。約9日間のミッションで、非放出型の曝露ペイロードを用いた応用･科学大気圏実験ATLAS-1ミッションが行われた。

## 乗組員
- 船長 - チャールズ・ボールデン (3)
- 操縦手 - ブライアン・ダフィー（英語版） (1)
- ミッションスペシャリスト1 - キャサリン・D・サリバン (3)
- ミッションスペシャリスト2 - デビッド・リーストマ（英語版） (3)
- ミッションスペシャリスト3 - マイケル・フォール (1)
- ペイロードスペシャリスト1 - ディルク・フリムー,ESA (1)
- ペイロードスペシャリスト2 - バイロン・リヒテンバーグ（英語版） (2)

### バックアップ
- ペイロードスペシャリスト1 - マイケル・ランプトン
- ペイロードスペシャリスト2 - チャールズ・チャペル

打上げは、当初3月23日に予定されていたが、オービタの船尾部分で液体水素と液体酸素の濃度が許容値よりも高かったため、1日延期され、3月24日午前8時13分(EST)に打ち上げられた。故障点検において、漏れは再現できず、技術者は、原因は主推進系の配管であり、極低温に保たれた推進剤の温度の問題ではないと考えた。打上げ時の重量は、105,982 kgであった。
オービタのカーゴベイに積まれたスペースラブパレット2台で、Atmospheric Laboratory for Applications and Science (ATLAS-1)ペイロードが運ばれた。ATLAS-1は非放出型の曝露ペイロードで、アメリカ合衆国、フランス、ドイツ、ベルギー、スイス、オランダ、日本からの12個の機器が備えられ、大気化学、太陽放射、宇宙プラズマ物理学、紫外線天文学の研究が行われた。ATLAS-1の機器には、Atmospheric Trace Molecule Spectroscopy (ATMOS)、Grille Spectrometer、Millimeter Wave Atmospheric Sounder (MAS)、Imaging Spectrometric Observatory (ISO)、Atmospheric Lyman-Alpha Emissions (ALAE)、Atmospheric Emissions Photometric Imager (AEPI)、日本の人工オーロラ実験(STS-9に次いで2回目の実施)となるSpace Experiments with Particle Accelerators (SEPAC)、Active Cavity Radiometer (ACR)、Measurement of Solar Constant (SOLCON)、Solar Spectrum (SOLSPEC)、Solar Ultraviolet Spectral Irradiance Monitor (SUSIM)、Far Ultraviolet Space Telescope (FAUST)があった。その他のペイロードには、Shuttle Solar Backscatter Ultraviolet (SSBUV)、1つのGet Away Special (GAS)、6つのミッドデッキでの実験があった。
1992年4月2日午前6時23分(EST)、ケネディ宇宙センター第33滑走路に着陸した。ロールアウト距離は2,112 mであった。ミッションは、科学実験を続けるために1日延長された。着陸時の質量は、93,005 kgであった。